# Arquidiocese de Nyeri
A Arquidiocese de Nyeri (Archidiœcesis Nyeriensis) é uma circunscrição eclesiástica da Igreja Católica situada em Nyeri, Quênia. Seu atual arcebispo é Anthony Muheria. Sua Sé é a Catedral da Nossa Senhora da Consolação.
Possui 52 paróquias servidas por 196 padres, abrangendo uma população de 1 816 000 habitantes, com 34,1% dessa população jurisdicionada batizada (619 900 católicos).

## História
A missão sui iuris do Quênia foi erigida em 14 de setembro de 1905, recebendo o território do vicariato apostólico do Zanguebar Setentrional (atual Arquidiocese de Nairóbi).
Em 12 de julho de 1909 a missão sui iuris foi elevada a vicariato apostólico com o breve Supremi Apostolatus do Papa Pio X.
Em 10 de março de 1926 cedeu uma parte do seu território em vantagem da ereção da prefeitura apostólica de Meru (hoje uma diocese) e mudou o nome para vicariato apostólico de Nyeri.
Em 25 de março de 1953 o vicariato apostólico foi elevado a diocese com a bula Quemadmodum ad Nos do Papa Pio XII. Originalmente era sufragânea da Arquidiocese de Nairóbi.
Em 25 de novembro de 1964 e em 17 de março de 1983 cedeu outras partes de território para a ereção, respectivamente, das dioceses de Marsabit e de Muranga.
Em 21 de maio de 1990 foi elevada a categoria de arquidiocese metropolitana com a bula Cum in Keniana do Papa João Paulo II.
Em 5 de dezembro de 2002 cedeu nova parte de território para a ereção da diocese de Nyahururu.

## Prelados
| #                   | Nome                            | Período    | Notas                        |
| Arcebispos          | Arcebispos                      | Arcebispos | Arcebispos                   |
| ------------------- | ------------------------------- | ---------- | ---------------------------- |
| 3º                  | Anthony Muheria                 | 2017-      | Atual                        |
| 2º                  | Peter Joseph Kairo              | 2008-2017  |                              |
| 1º                  | Nicodemus Kirima †              | 1990-2007  |                              |
| Arcebispo coadjutor |                                 |            |                              |
|                     | John Njue                       | 2002-2007  | Nomeado Arcebispo de Nairóbi |
| Bispos              |                                 |            |                              |
| 6º                  | Nicodemus Kirima †              | 1988-1990  |                              |
| 5º                  | Caesar Gatimu †                 | 1964-1987  |                              |
| 4º                  | Carlo Maria Cavallera, I.M.C. † | 1947-1964  | Nomeado Bispo de Marsabit    |
| 3º                  | Carlo Re, I.M.C. †              | 1931-1946  |                              |
| 2º                  | Giuseppe Perrachon, I.M.C. †    | 1926-1930  |                              |
| 1º                  | Filippo Perlo, I.M.C. †         | 1909-1925  |                              |
| Bispo-auxiliar      |                                 |            |                              |
|                     | Caesar Gatimu †                 | 1961-1964  |                              |